# László Német
László (Ladislav) Német SVD (ur. 7 września 1956 w Odžaci) – serbski biskup rzymskokatolicki węgierskiego pochodzenia, w latach 2008–2022 biskup diecezjalny Zrenjaninu, arcybiskup metropolita belgradzki od 2022, kardynał od 2024.

## Życiorys
Po ukończeniu seminarium werbistów w Pieniężnie (gdzie nauczył się języka polskiego) 1 maja 1983 otrzymał święcenia kapłańskie. Po święceniach i studiach w Rzymie pracował duszpastersko na terenie Filipin i Austrii. W 2004 wybrany przełożonym węgierskiej prowincji zakonu, zaś w 2006 został wybrany sekretarzem generalnym węgierskiej Konferencji Episkopatu.
23 kwietnia 2008 papież Benedykt XVI mianował go biskupem zrenjeniańskim. Sakry biskupiej udzielił mu kard. Péter Erdő.
W 2016 został wybrany przewodniczącym Międzynarodowej Konferencji Episkopatu Świętych Cyryla i Metodego skupiającej biskupów Czarnogóry, Kosowa, Macedonii Północnej i Serbii.
W  50. rocznicę istnienia Rady Konferencji Episkopatów Europy CCEE wybrany podczas zgromadzenia plenarnego na wiceprzewodniczącego (kadencja 2021-2026).
5 listopada 2022 papież Franciszek mianował go arcybiskupem metropolitą belgradzkim.
6 października 2024 podczas modlitwy Anioł Pański papież Franciszek ogłosił jego nominację kardynalską. Na konsystorzu 7 grudnia 2024 został kreowany kardynałem prezbiterem kościoła Matki Bożej Stella Maris. Brał udział w konklawe 2025, które wybrało papieża Leona XIV.